# Municipio de Green (condado de Nodaway)
El municipio de Green (en inglés: Green Township) es un municipio ubicado en el condado de Nodaway en el estado estadounidense de Misuri. En el año 2010 tenía una población de 284 habitantes y una densidad poblacional de 1,63 personas por km².

## Geografía
El municipio de Green se encuentra ubicado en las coordenadas 40°21′19″N 95°5′29″O / 40.35528, -95.09139. Según la Oficina del Censo de los Estados Unidos, el municipio tiene una superficie total de 174.38 km², de la cual 173,96 km² corresponden a tierra firme y (0,24 %) 0,41 km² es agua.

## Demografía
Según el censo de 2010, había 284 personas residiendo en el municipio de Green. La densidad de población era de 1,63 hab./km². De los 284 habitantes, el municipio de Green estaba compuesto por el 98,59 % blancos, el 0,7 % eran de otras razas y el 0,7 % eran de una mezcla de razas. Del total de la población el 0,7 % eran hispanos o latinos de cualquier raza.